# Orsk (Basse-Silésie)
Pour l’article homonyme, voir Orsk.
Orsk est une localité polonaise de la gmina de Rudna, située dans le powiat de Lubin en voïvodie de Basse-Silésie.